# David Granger
David Arthur Granger, född den 15 juli 1945, är en guyansk politiker som från 16 maj 2015 till 2 augusti 2020 var Guyanas president.